# Bucket Shop
Ein Bucket Shop (deutsch „Winkelbörse“, „Winkelmakler“) ist im Wertpapierhandel der Anglizismus für eine illegale Wertpapierbörse oder einen nicht zugelassenen Broker.

## Etymologie
Im US-amerikanischen Slang steht der englisch bucket für ein „Kittchen“ (Gefängnis) oder bezeichnet den eimerartigen Behälter, in dem der mit Börsenkursen versehene Streifen des Tickers hineinläuft. Das Verb bedeutet im Slang so viel wie „täuschen, betrügen“. „Bucketing“ ist die Entgegennahme von Wertpapierorders, die jedoch nicht an eine der Börsenaufsicht unterliegende legale Börse weitergeleitet werden. Vielmehr erstellen die Bucket Shops ihren Privatanlegern fiktive Abrechnungen, unterschlagen die Kundengelder oder warten auf einen Kontrahenten, durch den sie die offene Position glattstellen können.

## Geschichte
Bucket Shop ist ein historischer Begriff aus der Frühzeit des Handels mit Effekten oder Commodities.
Der Ausdruck Bucket Shop tauchte erstmals in den USA nach 1870 auf, um Brokerhäuser zu beschreiben, die über keinerlei Verbindung zu einer Wertpapier- oder Warenbörse verfügten. Die Statuten der Handelskammer von Chicago vom Juni 1887 definierten Bucket Shops als „Handelsplatz, der es gestattet, vorgetäuschte Käufe und Verkäufe von Weizen etc., ohne dass die Absicht besteht, das so gekaufte Handelsobjekt zu erhalten und zu bezahlen oder das veräußerte Handelsobjekt zu liefern“. Keine Kauf- oder Verkaufsorder wurde jemals ausgeführt.
In Deutschland erschienen die ersten Bucket Shops um 1908. Schein-Bankiers oder Schein-Börsenmakler animierten ihre unwissenden Kunden zu Wertpapierorders, brachten diese jedoch nicht an die Börse und führten sie nur in ihren Büchern, was sie faktisch zu Buchmachern werden ließ. Der Bankenverband Centralverband des deutschen Bank- und Bankiergewerbes (CVBB) veröffentlichte bereits im Mai 1909 in seinem Organ Bank-Archiv einen Artikel, der Inhaber von Bucket Shops veranlasste, sich hinter Strohmännern zu verbergen. Im Oktober 1910 wurde beim CVBB eine Zentralstelle zur Bekämpfung des Unwesens der Bucket Shops sowie des Missbrauchs der Geschäftsbezeichnungen „Bank“ und „Bankgeschäft“ errichtet.
Der Berliner Anwalt Arthur Nussbaum nannte Bucket Shops 1911 die „Parasiten des Bankgewerbes“. Er schätzte ihre Anzahl in Deutschland 1910 auf drei bis vier Dutzend, davon zwei Dutzend in Berlin. Ihre Strafbarkeit wurde in der Fachliteratur breit diskutiert und dem Tatbestand des Betrugs zugeordnet, Im April 1913 verurteilte das Reichsgericht einen Bucket Shop wegen Betrugs. Mit dem Börsenkrach am 29. Oktober 1929 endete die weite Verbreitung der Bucket Shops; nur wenigen gelang es, dieses Geschäftsmodell weiterzuführen wie beispielsweise Jesse Livermore.

## Heutige Bedeutung
Bucket Shops gehören bankaufsichtsrechtlich zu den verbotenen Geschäften des § 3 KWG und § 44c KWG. Im Jahre 2003 hatte der „Schwarze Kapitalmarkt“, auf dem unerlaubte Bank-, Finanzdienstleistungs- oder Versicherungsgeschäfte betrieben werden, in Deutschland der BaFin zufolge weiter Hochkonjunktur. Ende des Jahres 2003 ermittelte die BaFin in insgesamt 2.345 Verfahren wegen unerlaubter Geschäfte.
In Österreich definiert für die Strafbarkeit § 48 Börsegesetz die „Winkelbörse“ wie folgt: „Wer ohne Konzession Versammlungen veranstaltet, bei denen ein börsenmäßiger Handel in Verkehrsgegenständen stattfindet, oder für solche Verkehrsgegenstände ein automatisiertes oder automationsunterstütztes Handelssystem einrichtet oder betreibt (Winkelbörsen)“.
Heute wird der Begriff selten gebraucht und bezieht sich auf Effektenhändler, die mit nicht börsenfähigen Effekten oder mit Junk-Bonds handeln.